# Bashar Huneidi
Bashar Huneidi (arabisch بشار هنيدي; * 21. März 1962) ist ein ehemaliger kuwaitischer Skirennläufer. Er startete hauptsächlich im Riesenslalom sowie vereinzelt im Slalom.

## Karriere
Huneidi gab sein internationales Renndebüt am 5. Februar 1996 bei einem FIS-Super-G in Harbin. 2001 nahm er als erster kuwaitischer Skirennläufer an einem internationalen Großereignis teil. Bei den Weltmeisterschaften in St. Anton am Arlberg wurde er jedoch im zweiten Durchgang des Riesenslaloms disqualifiziert und blieb so ohne Platzierung.
Im darauffolgenden Jahr versuchte Huneidi sich für die Olympischen Winterspiele in Salt Lake City zu qualifizieren, scheiterte jedoch aufgrund mangelnder FIS-Punkte. 2003 nahm er erneut an einer Weltmeisterschaft teil. Bei den Wettkämpfen in St. Moritz erreichte er den 80. Platz im Riesenslalom.
Zuletzt trat Huneidi 2008 bei zwei Citizenrennen in Ladurns an, danach ist er nicht mehr als Rennläufer in Erscheinung getreten.

## Erfolge

### Weltmeisterschaften
- St. Anton 2001: DSQ Riesenslalom
- St. Moritz 2003: 80. Riesenslalom

### Weitere Erfolge
- 3 Platzierungen unter den besten 30 bei FIS-Rennen